# Jewgienij Aloszyn
Jewgienij Aloszyn (ur. 4 maja 1979) – rosyjski pływak, dwukrotny brązowy medalista mistrzostw Europy (basen 25 m).
Specjalizuje się w pływaniu stylem grzbietowym. Jego największym dotychczasowym sukcesem jest brązowy medal mistrzostw Europy na krótkim basenie w Stambule w 2009 roku i pięć lat wcześniej w Wiedniu na dystansie 200 m.